# Chrome Dino
Dinosaur Game (také známá jako Chrome Dino) je webová hra vyvinutá společností Google a zabudovaná do webového prohlížeče Google Chrome jako easter egg. Hráč ovládá pixelovaného Tyrannosaura rexe běžícího zleva doprava napříč krajinou. Hráč se vyhýbá překážkám, aby dosáhl vyššího skóre. Hru vytvořil tým Chrome UX v roce 2014.

## Hratelnost

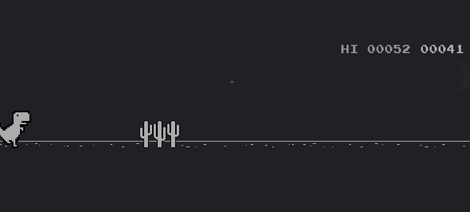
Noční grafika ve hře

Když se uživatel pokusí v offline režimu v prohlížeči Google Chrome navštívit webovou stránku, prohlížeč jej upozorní, že není připojen k internetu, a na stránce se zobrazí ilustrace pixelovaného Tyrannosaura rexe. Hru je poté možné spustit stisknutím klávesy space, popř. up, na osobních počítačích a klepnutím na dinosaura na mobilních zařízeních se systémy Android nebo iOS. Ke hře lze navíc přistoupit zadáním chrome://dino nebo chrome://network-error/-106 do omniboxu.

## Vývoj

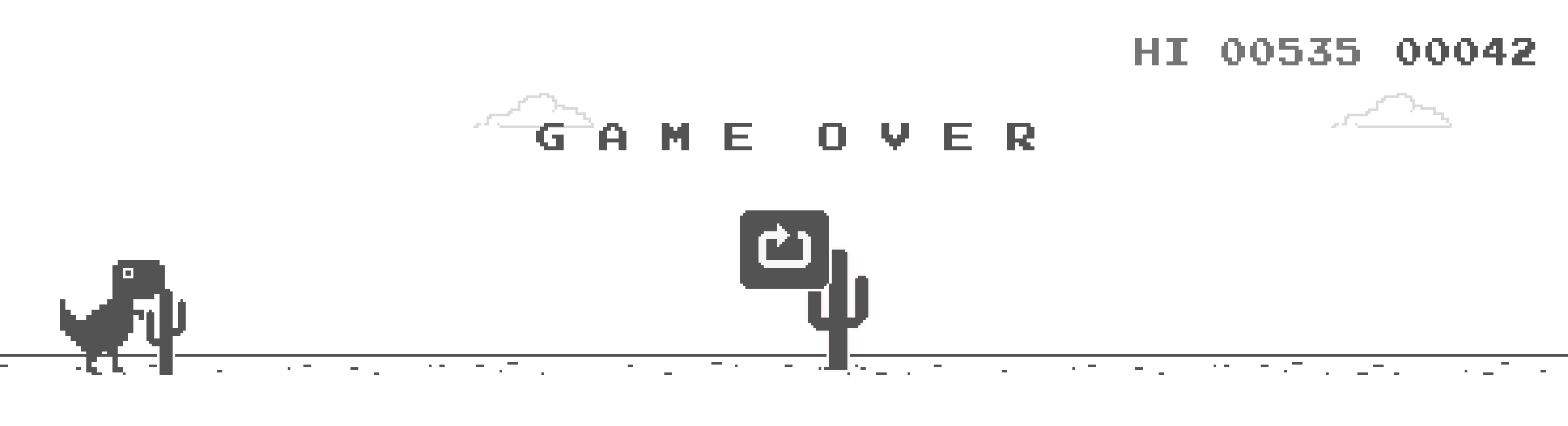
Záhlaví game over a tlačítko restartu poté, co hráč narazí na kaktus

Hru vytvořili členové týmu Chrome UX v roce 2014; jeho členy byli Sebastien Gabriel, Alan Bettes a Edward Jung. Gabriel navrhl hlavní postavu pojmenovanou „Lonely T-Rex“. Během vývoje dostala hra krycí jméno „Project Bolan“, jež odkazuje na britského zpěváka Marca Bolana, frontmana skupiny T. Rex. Vývojáři zvolili hlavní postavu dinosaura jako odkaz na účel hry (zobrazení při odpojení od internetu), protože nemít připojení k internetu se podle autorů podobá životu v „pravěku“. Hra byla vydána v září 2014; zpočátku však nefungovala na starších zařízeních, její kód tak musel být aktualizován a znovu vyšla v prosinci téhož roku. Pterosauři byli přidáni jako překážky s aktualizací prohlížeče v roce 2015.
V září 2018 byl do hry přidán easter egg na oslavu 10. narozenin Chromu a čtvrtých narozenin hry. V krajině se zobrazoval narozeninový dort a pokud jej Lonely T-Rex „snědl“, objevila se na jeho postavě narozeninová čepice. V listopadu téhož roku Google představil funkci pro uložení nejvyššího skóre hráče. Zdrojový kód hry je k dispozici na webu Chromium.
V březnu 2021 Google představil widget pro iOS 14, který hráče přivedl na adresu chrome://dino; podobný widget byl později téhož roku představen i pro Android. V červenci byla v souvislosti s konáním olympijských her v Tokiu přidána olympijská pochodeň. Po získání pochodně se hra změnila v různé olympijské sporty, jako je plavání, běh a mnoho dalších. Namísto obvyklých překážek v podobě kaktusů a pterosaurů narážel dinosaurus na překážky s tematikou olympiády.

## Přijetí
Hra získala široké uznání a tvůrci v září 2018 odhalili, že přibližně hru hrálo přibližně 270 milionů uživatelů měsíčně, přičemž největší počty hráčů pocházely z Indie, Brazílie a Mexika.

## V populární kultuře
Na Dinosaur Game se odkazuje v úvodní části " Couch gag" dílu 34. řady Simpsonových s názvem "Jak se vlastně želva hledá?".   

## Související hry
V květnu 2020 byla v aktualizaci Microsoft Edge přidána hra Surf, hra, kde hráči ovládají surfaře, který se snaží vyhýbat překážkám a sbírat vylepšení. Stejně jako Dinosaur game je přístupná z chybové stránky, když je prohlížeč offline. Hra umožňuje přizpůsobení postavy a více schémat ovládání.
V srpnu 2020 se MSCHF a 100 Thieves spojili, aby vytvořili upravenou verzi hry s názvem Dino Swords, která obsahovala malý arzenál zbraní a prášky na zpomalení času; při špatném zacházení zbraně mohly selhat a zranit dinosaura. 